# Parròquia d'Aizpute
La Parròquia d'Aizpute (en letó: Aizputes pagasts) és una unitat administrativa del municipi d'Aizpute, Letònia. Abans de la reforma territorial administrativa de l'any 2009 pertanyia al raion de Liepaja.

## Pobles, viles i assentaments
- Dubeņmuiža
- Ievade
- Kūdra
- Lavīži
- Mangaļi
- Marijas
- Padure
- Rokasbirze

## Hidrologia

### Rius
- Akmene
- Duben
- Metupite

### Embassaments
- Pludakslis
- Dopors